# Bécasseau de Temminck
Calidris temminckii
Espèce
Synonymes
 * Erolia temminckii
Statut de conservation UICN

 LC  : Préoccupation mineure

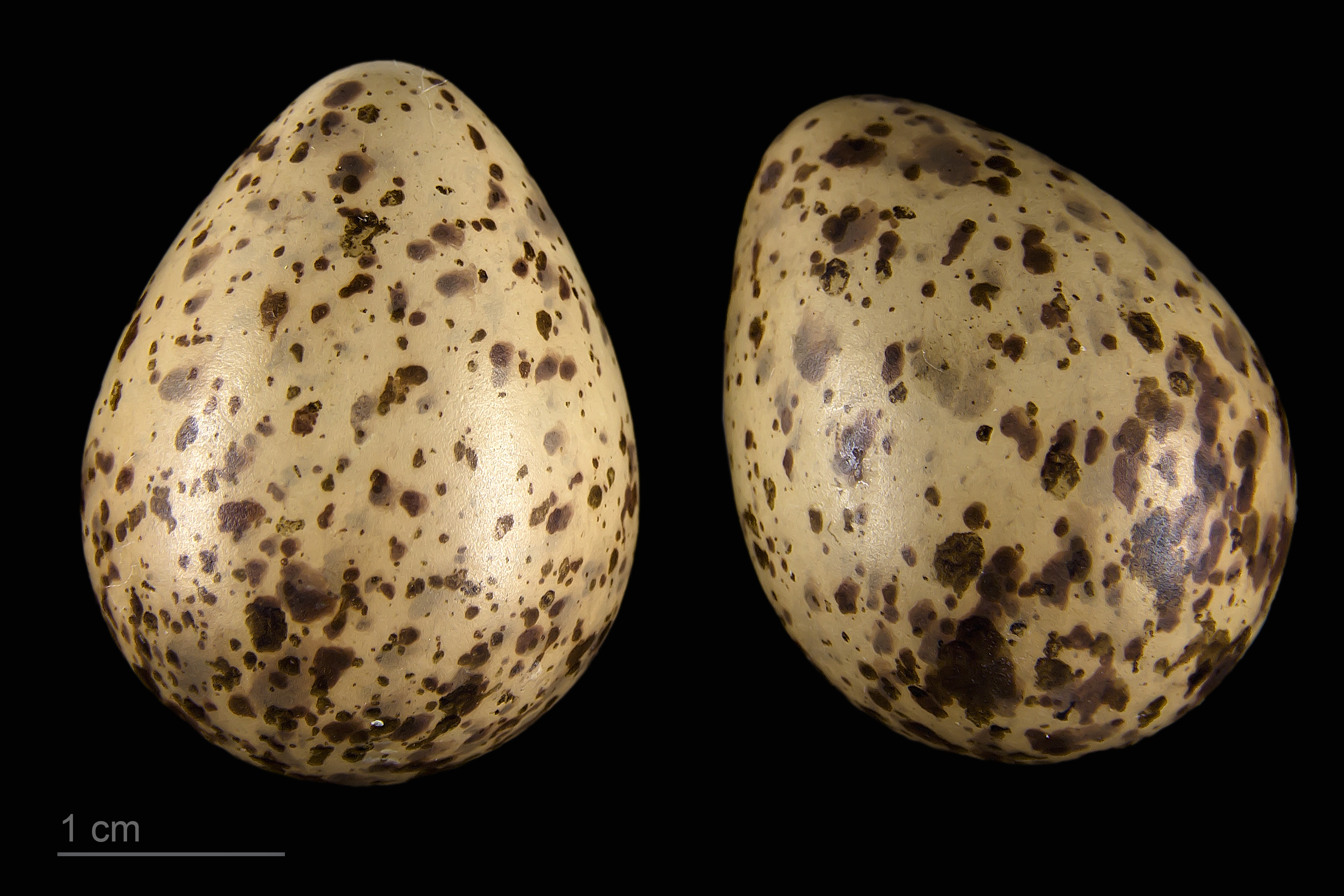
Calidris temminckii - MHNT

Le Bécasseau de Temminck (Calidris temminckii) est une espèce de petits oiseaux limicoles de la famille des Scolopacidae et de la sous-famille des Calidridinae. Son nom commémore le zoologiste Coenraad Jacob Temminck (1778-1858).

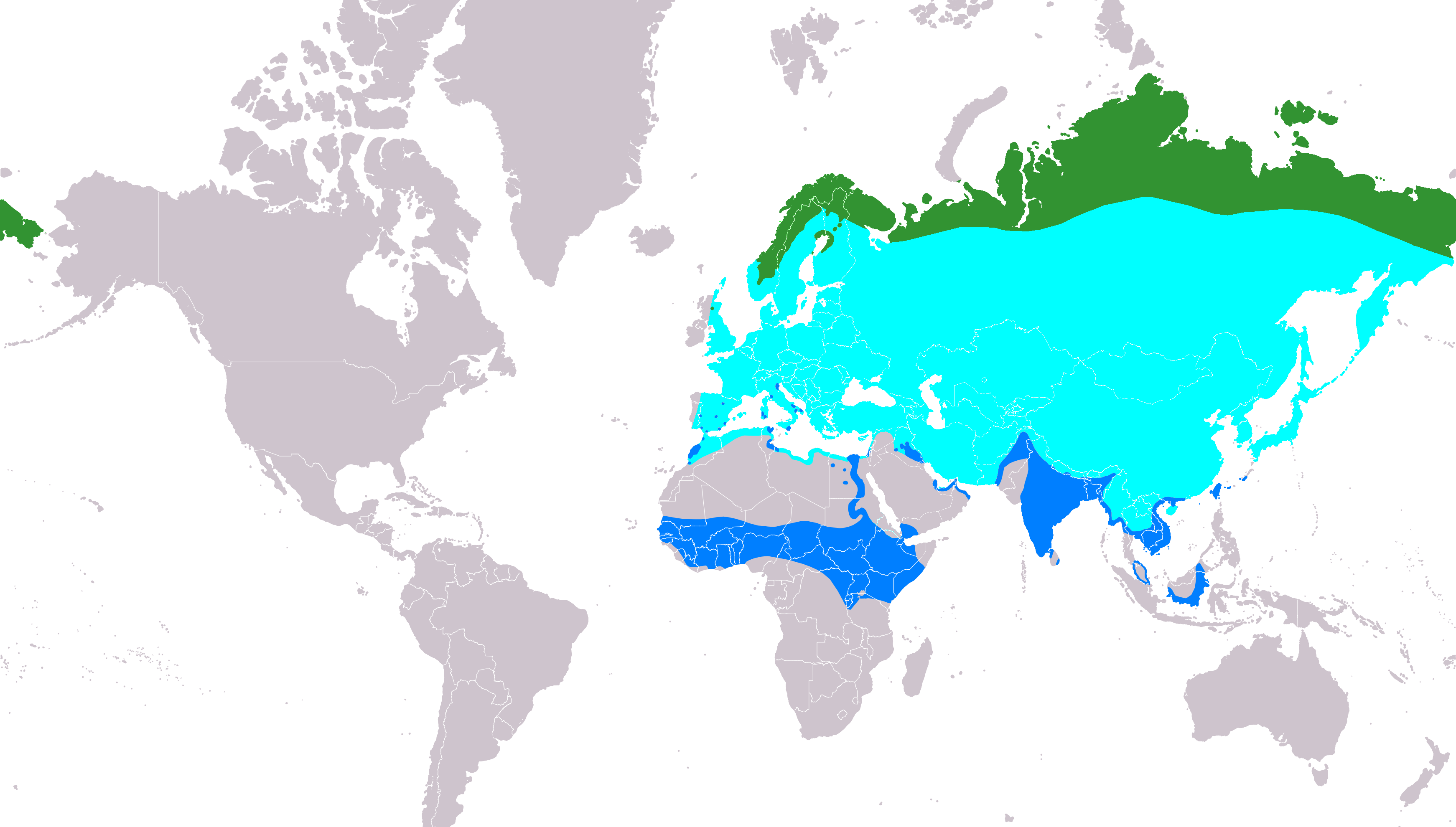
répartition

## Protection
Le Bécasseau de Temminck bénéficie d'une protection totale sur le territoire français depuis l'arrêté ministériel du 17 avril 1981 relatif aux oiseaux protégés sur l'ensemble du territoire. Il est donc interdit de le détruire, le mutiler, le capturer ou l'enlever, de le perturber intentionnellement ou de le naturaliser, ainsi que de détruire ou enlever les œufs et les nids, et de détruire, altérer ou dégrader son milieu. Qu'il soit vivant ou mort, il est aussi interdit de le transporter, colporter, de l'utiliser, de le détenir, de le vendre ou de l'acheter.

### Sources
- Taylor D. (2006) Guide des limicoles d'Europe, d'Asie et d'Amérique du Nord. Delachaux & Niestlé, Paris, 224 p.